# Squad Busters
Squad Busters je mobilní multiplayerová střílečka vyvíjená společností Supercell. Hra byla celosvětově spuštěna 30. května 2024 a je dostupná pro chytré telefony.
Hra má podobný princip jako každá střílečka od Supercellu, nejvíce se ale podobá Brawl Stars. Hra má zatím jenom jeden herní mód.

## Princip hry
Hra začíná tutoriálovým kolem, díky němuž se hráč dozví různé prvky této hry. Poté si může zahrát kolo s ostatními hráči. Hráč má za úkol nejen pochytat ostatní party jiných hráčů, a tím se dostat jako první na žebříček, ale musí také vylepšovat svoji partu, která se skládá z postaviček z ostatních her od Supercellu (například Hay Day, Brawl Stars nebo Clash Royale), což to udělá tak, že posbírá truhly, ve kterých si může zvolit, kterou postavičku zrovna potřebuje. Hráč sbírá mince, díky kterým se tyto truhly otevřou. Ty se získávají pochytáním některých monster, které se po mapě náhodně vytvářejí, nebo pochytáním party ostatních hráčů.
Po několika minutách hraní hry se otevře truhlice plná diamantů, ke které se musí hráč dostat včas a ze které musí posbírat co nejvíce těchto diamantů, aby se dostal na žebříček, díky kterému pak může zjistit, zda vyhrál.
Po skončení jednoho kola může hráč získat truhlu. Po každém kliknutí na truhlu se truhle může zvýšit hodnota. Čím vyšší hodnotu hráč získá, tím větší může dostat odměnu. Odměna může být na výši od diamantů až po odemknutelné postavy.

## Jiné hrací prvky a funkce
Jak hráč postupně vyhrává více kol, každá výhra se taky ukazuje na "win streaku" což znamená počet kol, které hráč vyhrál za sebou a tak může ostatním hráčům ukázat jeho zkušenosti se hrou. 
Hra obsahuje taky virtuální obchod s prvky a vylepšeními. Tento obchod podobně jako u jiných hrách Supercellu obsahuje někdy zdarma předměty, které můžou být pro hráče hodnotné. Kromě toho ale obchod obsahuje i obsah za skutečné peníze, které hráč obdrží po zaplacení. 

Uživatel hru může propojit se svým Supercell ID, což je aplikce pro propojení všech herních účtů a zabránit tak situaci, že se mu jeho data ztratí. 